# Black Wing Foundation
Black Wing Foundation is een computerspelontwikkelaar gevestigd in Oekraïne. Het bedrijf is opgericht in 2007.

## Ontwikkelde spellen
| Release | Titel                        | Platform                                                                               | Noot                                                      |
| ------- | ---------------------------- | -------------------------------------------------------------------------------------- | --------------------------------------------------------- |
| 2009    | Stalin vs. Martians          | Windows                                                                                |                                                           |
| 2013    | Speed Kills                  | iOS, Windows                                                                           | Ontwikkeld in samenwerking met Holy Warp                  |
| 2013    | Monster 500                  | Android, iOS                                                                           | Ontwikkeld in samenwerking met Creata                     |
| 2014    | Chaos Domain                 | iOS, Windows                                                                           | Ontwikkeld in samenwerking met Holy Warp                  |
| 2014    | In Fear I Trust              | iOS                                                                                    | Ontwikkeld in samenwerking met Turn Me Up Games           |
| 2015    | Brothers: A Tale of Two Sons | Android, iOS, PlayStation 3, PlayStation 4, Windows, Windows Phone, Xbox 360, Xbox One | Geporteerd naar Android en iOS samen met Turn Me Up Games |
| 2016    | Renoir                       | Windows                                                                                |                                                           |
| 2017    | Life is Strange              | Android, iOS, Linux, macOS, PlayStation 3, PlayStation 4, Windows, Xbox 360, Xbox One  | Geporteerd naar Android en iOS samen met Turn Me Up Games |
| N.n.b.  | Great War Mechs              | iOS                                                                                    | Ontwikkeld in samenwerking met Holy Warp                  |